# Quasikohärente Garbe
In der Mathematik ist eine quasikohärente Garbe eine Garbe von Moduln über der Strukturgarbe eines geringten Raumes, die lokal präsentierbar, d. h. lokal der Kokern eines Morphismus freier Moduln ist.
Quasikohärente Garben können als eine Verallgemeinerung von Vektorbündeln gesehen werden, denn nach dem Satz von Serre und Swan entsprechen Vektorbündel über einem geringten Raum {\displaystyle (X,{\mathcal {O}}_{X})} den lokal freien, projektiven Moduln über der Strukturgarbe. Im Unterschied zur Kategorie der Vektorbündel über {\displaystyle X} ist die Kategorie der quasikohärenten Garben von {\displaystyle {\mathcal {O}}_{X}}-Moduln eine abelsche Kategorie, die unter natürlichen Operationen wie Bild und Kern von Morphismen abgeschlossen ist.

## Definition
Sei {\displaystyle (X,{\mathcal {O}}_{X})} ein geringter Raum. Eine quasikohärente Garbe von {\displaystyle {\mathcal {O}}_{X}}-Moduln ist eine Garbe {\displaystyle {\mathcal {E}}} von {\displaystyle {\mathcal {O}}_{X}}-Moduln, die lokal der Kokern eines Morphismus freier Moduln ist, d. h. es gibt eine Überdeckung {\displaystyle \left\{U_{\alpha }\right\}_{\alpha \in A}} durch offene Teilmengen von {\displaystyle X}, so dass es für jeden Index {\displaystyle \alpha } Kardinalitäten {\displaystyle I_{\alpha },J_{\alpha }} und eine exakte Sequenz
{\displaystyle {\mathcal {O}}_{X}^{I_{\alpha }}\mid _{U_{\alpha }}\to {\mathcal {O}}_{X}^{J_{\alpha }}\mid _{U_{\alpha }}\to {\mathcal {E}}\mid _{U_{\alpha }}\to 0}
gibt.
Kohärente Garben sind diejenigen quasikohärenten Garben von endlichem Typ, für die {\displaystyle I_{\alpha }} und {\displaystyle J_{\alpha }} endlich sind.